# تری‌کلروفلوئورومتان
تری‌کلروفلوئورومتان (به انگلیسی: Trichlorofluoromethane) با فرمول شیمیایی CCl۳F یک ترکیب شیمیایی با شناسه پاب‌کم ۶۳۸۹ است. که جرم مولی آن 137.37 g/mol می‌باشد. شکل ظاهری این ترکیب، مایع بی‌رنگ/گاز است.

## نگارخانه

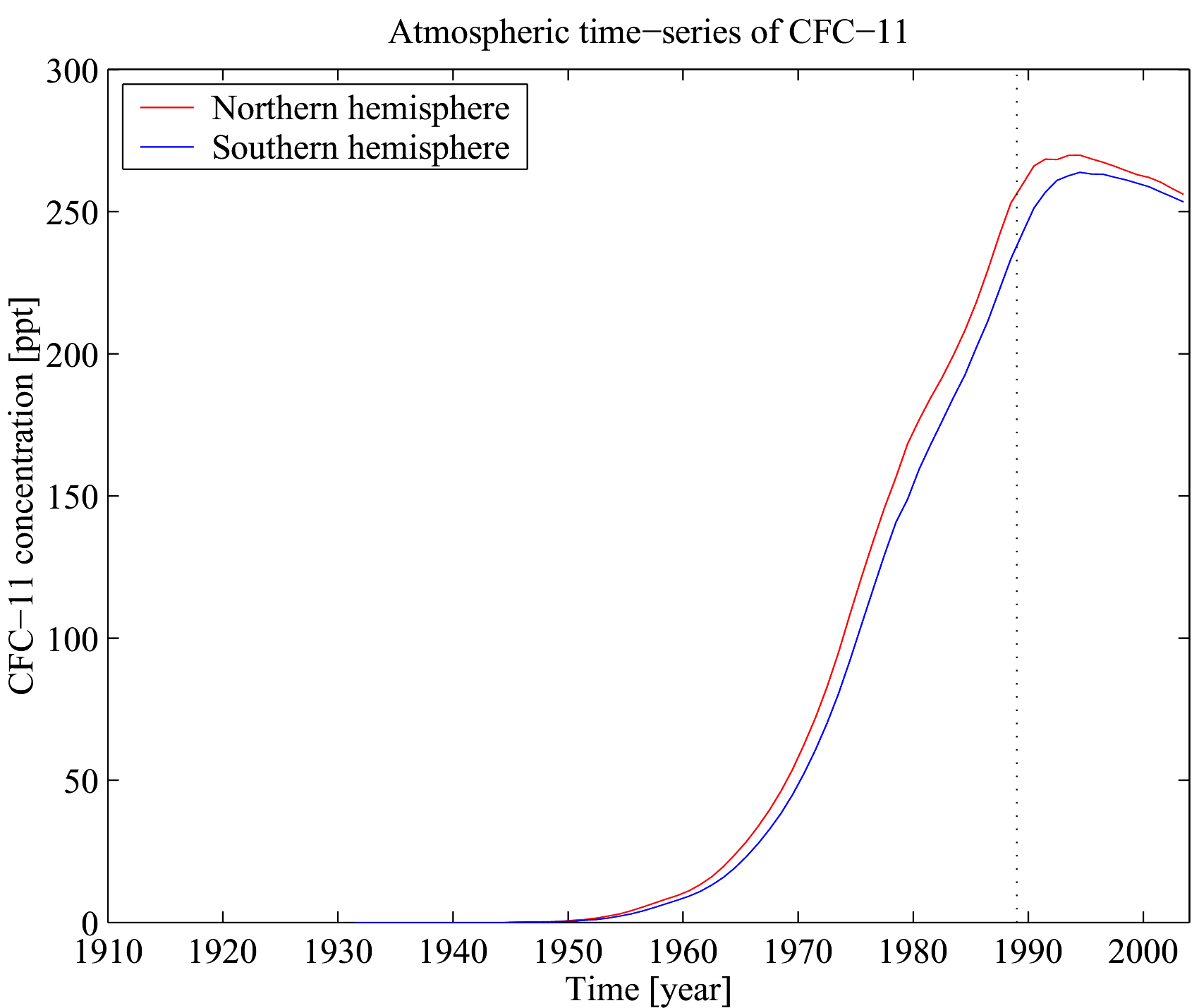
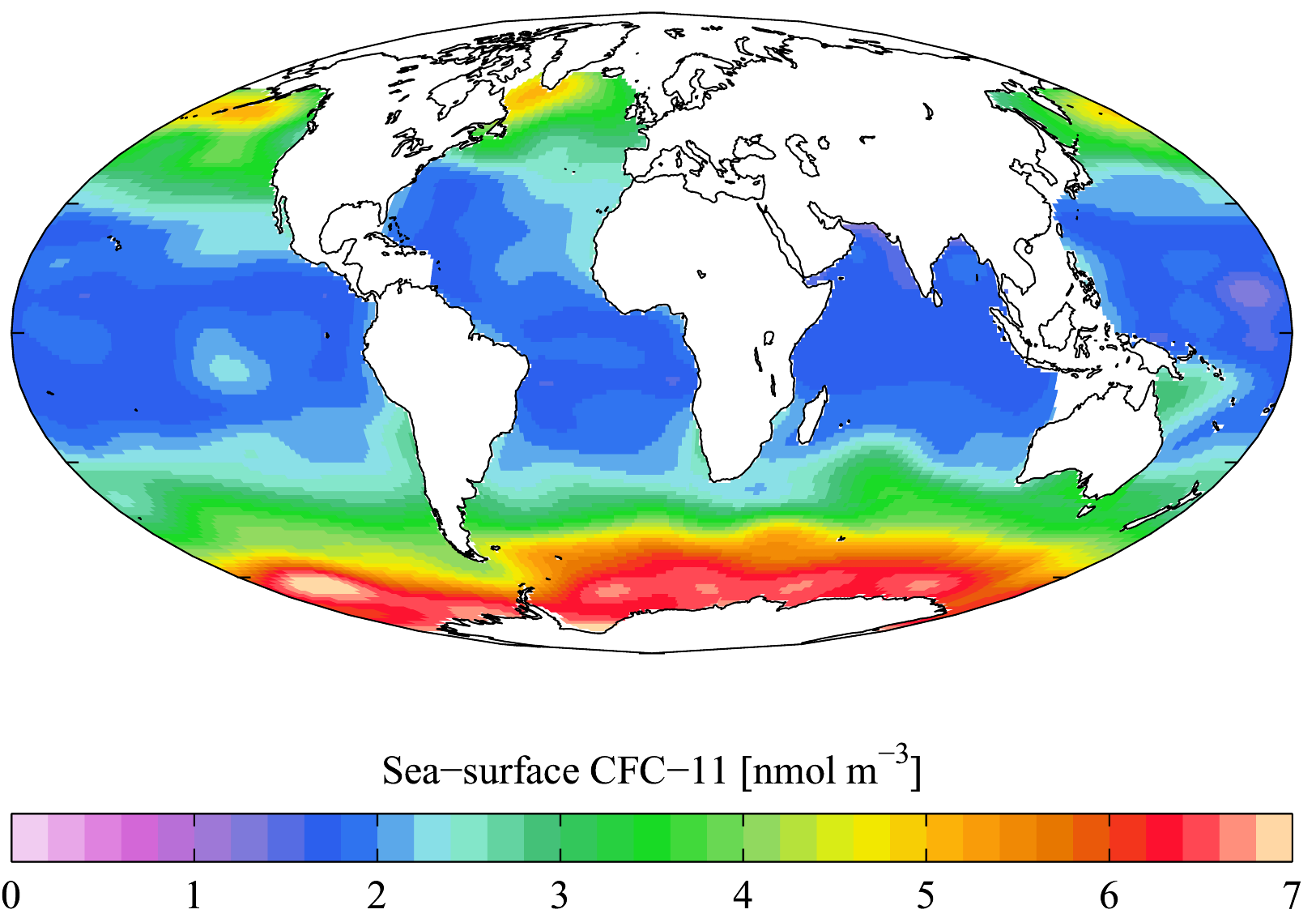
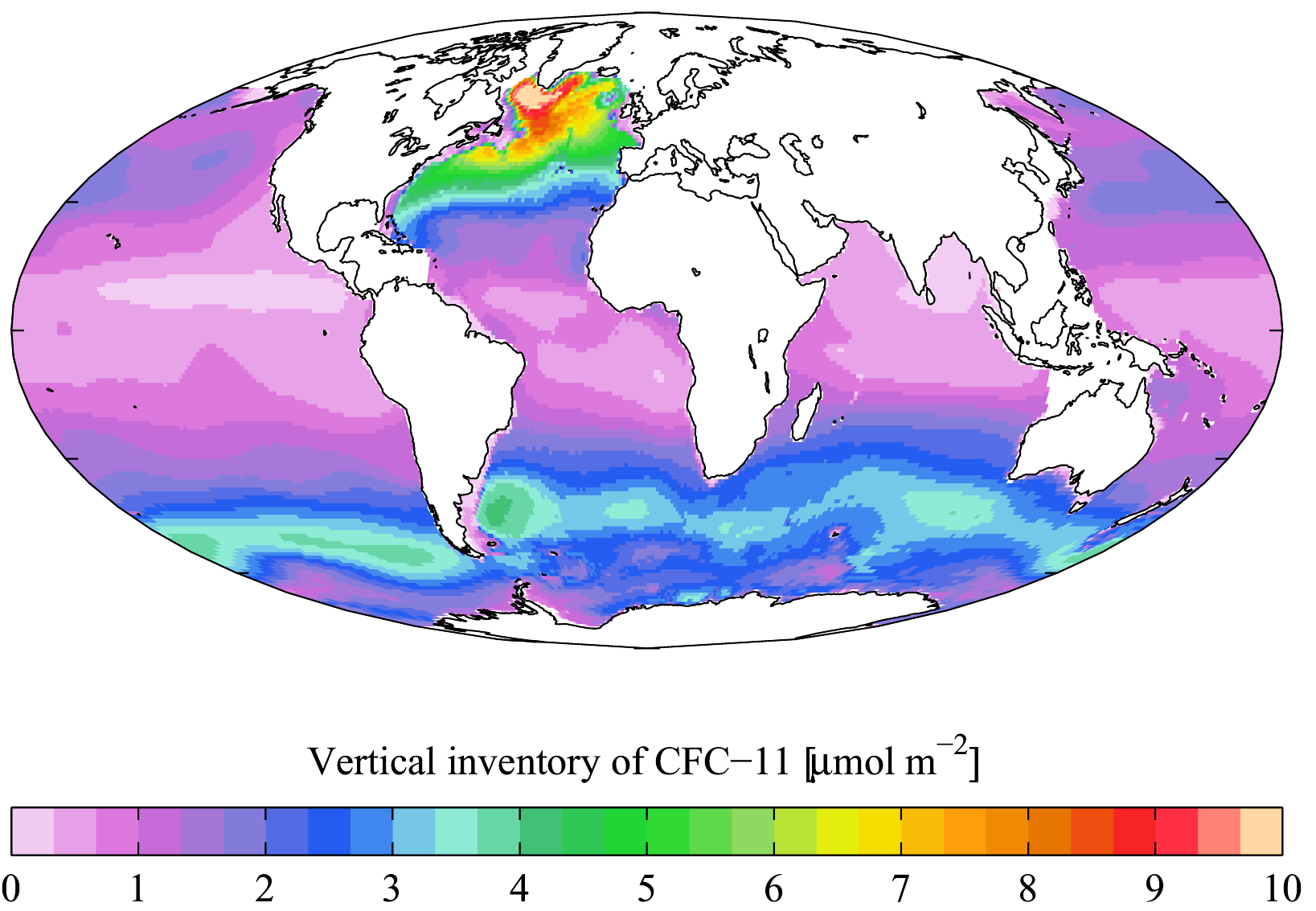